# Sphères (Peter Sloterdijk)
Pour les articles homonymes, voir Sphère (homonymie).
Sphères (allemand : Sphären) est une trilogie du philosophe allemand Peter Sloterdijk publiée chez Suhrkamp Verlag dont les trois tomes sont parus respectivement en 1998 (Blasen ; « Bulles ») , 1999 (Globen ; « Globes ») et 2004 (Schäume ; « Écumes »). La traduction française a été confiée à Olivier Mannoni ; les premier et troisième volumes ont été traduits en 2002 et 2005, tandis que le second est paru ultérieurement, en 2010, à la demande de l'auteur.
Cette trilogie monumentale (qui compte environ 2000 pages) propose, selon son traducteur, « rien de moins qu'une histoire philosophique de l'humanité à travers le prisme d'une forme fondamentale : la sphère et trois de ses déclinaisons, la bulle, le globe, l'alvéole d'écume ». La forme sphérique est, selon l'auteur, ce qui permet à l'homme de se produire lui-même, l'environnement (matériel et symbolique) qu'il se crée. Dans cette réflexion spatiale, la Terre occupe une place capitale. Une riche iconographie fait également écho aux diverses formes prises par la sphère dans le domaine esthétique.

## Introduction générale
L'introduction générale, qui initie Bulles, s'ouvre sur une méditation à propos de la bulle de savon soufflée par l'enfant, bulle qui est comme l'incarnation visible du souffle dans l'extériorité. Cette méditation et une relecture de la création de l'homme dans la Genèse posent la problématique qui va être explorée dans les trois volumes de Sphères, celle des sphères comme dimension constitutive de l'expérience humaine, aussi bien sur le plan psychologique que cosmologique et politique. Chaque volume va explorer une forme sphérique privilégiée (la bulle, le globe, l'écume), ce qui permettra de dessiner comme une histoire de l'humanité, des temps archaïques aux temps modernes.

## Sphères I - Bulles, microsphérologie
Bulles est composé de huit chapitres et de dix digressions, le tout précédé d'une réflexion liminaire.

### Réflexion liminaire: penser l'espace intérieur
L'objet de Bulles sera d'explorer l'intime entendu comme les espaces partagés, consubjectifs et interintelligents qui constituent tout sujet. Il s'agit donc de contester l'idée que le moi est une substance unifiée. L'entreprise se place sous le patronage de Bachelard.

### Chapitre I: Opération du cœur ou: De l'excès eucharistique
L'exploration de la bulle envisagée comme symbole de l'intime se fait d'abord sous l'angle du cœur et de la façon dont celui-ci est envisagé dans la pensée littéraire, théologique et philosophique. Quatre figures sont étudiées, dont la dernière fait rupture avec les précédentes :
1. le Herzmaere de Konrad von Würzburg (XIIIe siècle) avec le motif du cœur dévoré ;
2. l'expérience mystique de Catherine de Sienne (XIVe siècle) de l'échange de cœur à cœur avec le Seigneur ;
3. la théorie néoplatonicienne de Marsile Ficin (XVe siècle) de transfert du sang cordial par le regard de l'aimé à l'amant, qui explique le "coup de foudre" ;
4. la théorie mécaniste de La Mettrie (XVIIIe siècle) qui isole le cœur dans l'individu comme une composante matérielle parmi d'autres. La faiblesse de cette théorie mécaniste est l'absence de l'autre dans la description du devenir-homme de la machine.

### Chapitre II: Entre les visages
Ce chapitre est sous-titré : À propos de l'apparition de la sphère intime interfaciale.
Après avoir exploré l'intime entre deux cœurs, il s'agit ici d'explorer l'apparition de l'intime entre deux visages. L'idée directrice est que le visage est d'abord pour autrui. Le point de départ est Platon (puis Ficin) où le visage (beau) est le signe de quelque chose qui le dépasse. Mais ce sont deux tableaux de Giotto (La Salutation de Joachim et de sainte Anne à la Porte d'Or et La Trahison de Judas) qui mettent en lumière l'espace entre les visages envisagé pour lui-même et non plus seulement comme un signe. Suivent les face-à-face de la Vierge et du Christ. La Renaissance marque donc un changement du modèle de vérité, dans le passage de l'icône au face à face dynamique.
Cette individualisation du visage humain dans l'histoire de l'art s'inscrit dans le mouvement plus large de protraction, c'est-à-dire d'émergence du visage humain dans le règne des mammifères. Et cette émergence marque le moment où le visage devient la possibilité de l'intimité avec l'autre, dont la relation prototypique est encore aujourd'hui celle de la mère et du bébé. Cette émergence du visage exprime l'émergence de la joie de ce qui est partagé. Or cette protraction a des modèles (masculins) dans les visages du Christ, de Bouddha ou des rois.
Avec l'art moderne, on voit apparaître une rupture de la protraction, l'apparition d'un visage masqué ou monstrueux derrière le visage uni; et cette rupture est le signe d'une société qui a inventé le miroir et où le visage de l'autre devient second par rapport à son propre visage dans la connaissance de soi et la création d'un espace intime. C'est ce que l'on appelle l'individualisme. L'apparition du miroir oblige donc à relire le mythe de Narcisse et donc à corriger la lecture qu'en donne la psychanalyse.

### Chapitre III: Les hommes dans le cercle magique
Ce chapitre est sous-titré : Contribution à une histoire idéelle de la fascination du proche.
Ce troisième chapitre ne s'intéresse plus seulement à la bulle issue de la relation entre cœurs ou entre visages, mais à la fascination comme loi de l'intersubjectivité. Cette fascination est d'abord envisagée dans sa dimension amoureuse, chez Platon avec le mythe des androgynes, puis avec Marsile Ficin avec sa théorie de l'amour animal (comme infection visuelle inconsciente), où est exprimée l'idée d'une mémoire inconsciente de la relation. Dans un deuxième temps, la fascination est envisagée sous l'angle du magnétisme, découvert par Mesmer (fin XVIIIe -début XIXe siècle), en particulier dans la relation thérapeutique magnétiseur-magnétisé, puis, chez Fichte, dans la relation d'enseignement. La méfiance face aux possibles dérives du magnétisme est illustrée avec une nouvelle de Poe, "La vérité sur le cas de M. Valdemar", et une nouvelle de E.T.A Hoffmann, "Le magnétiseur".

### Digression I: Transfert de pensées
L'idée selon laquelle les pensées ont un caractère privé, caché, apparaît avec les philosophes grecs, à l'aurore de la philosophie. Jusque-là, c'est-à-dire depuis l'apparition de l'humanité, les pensées de chacun sont transparentes aux autres, d'abord dans le présent de l’oralité, puis dans la distance spatio-temporelle de l’écrit. Cette dimension participative de la pensée resurgit dans le magnétisme et la psychanalyse.

### Chapitre IV: La réclusion dans la mère
Il s'agit, dans ce chapitre, d'une réflexion sur la vulve, envisagée non pas seulement comme le lieu de sortie (la naissance) mais aussi d'entrée (le retour vers la mère, vers la vérité). C'est la révolution néolithique qui, en sédentarisant les populations par l'agriculture, a posé l'équivalence entre la mère et le champ (la fécondité), et qui a fait de la mère le lieu de vérité qui fonde l'identification de soi. Mais, pour retourner dans le giron de la mère, il faut la mort (réelle ou symbolique), d'où l'identification entre la mère (l'utérus) et la tombe. La vulve fait partie des nobjets, c'est-à-dire des objets non-donnés.

### Digression II: Nobjets et non-relations
Il s'agit, dans cette digression, d'une reprise critique de la théorie psychanalytique des phases (orale, anale, génitale) par la prise en compte de la vie intra-utérine. C'est d'abord l'approche des nobjets (le sang placentaire, le cordon ombilical, la cloche sonore) de Thomas Macho qui sert de fil rouge, puis l'épisode de la naissance de Lao-Tseu (le fondateur du taoïsme, qui, comme fœtus, est le jour dans le ventre de sa mère et la nuit en sort pour étudier le tao, il est à la fois enfant et mère de sa mère), et finalement l'approche onirique du vécu de l'œuf fécondé au moment de l'implantation dans l'utérus par l'antipsychiatre R. Laing. Il s'agit, dans chacun de ces cas, de sortir du modèle de relation de l'enfant à l'objet typique de la théorie des phrases de Freud (le sein dans la phase orale, l'excrément dans la phase anale, l'autre dans la phase génitale).

### Digression III: Le principe de l'œuf
Cette digression est sous-titrée : Intériorisation et enveloppe.
Le point de départ est l'hypothèse biologique de William Harvey, qui reprend et poursuit la vision mythologique, en 1651, selon laquelle tout vivant est issu d'un ovule (un œuf), ce qui ruine l'idée de naissance ex nihilo. Pour le vivant, exister signifie donc venir de l'intérieur. Naître, c'est alors rompre trois enveloppes : d'abord la poche des eaux, ensuite franchir le col de l'utérus, enfin franchir le vagin vers le monde extérieur. Cependant la proximité avec la mère forme une quatrième enveloppe dont d'éventuels dégâts, dans la petite enfance, sont responsables de psychoses, symptômes de la modernité.

### Digression IV: "Le Dasein a par essence une tendance à la proximité"
Cette digression est sous-titrée : La théorie heideggerienne du lieu existentiel.
Dans Être et temps, Heidegger initie une réflexion sur l'être et l'espace, sur la spatialité existentielle de l'être, où il distingue l'être-dans-le monde de l'être-au-monde. Dans ce dernier mode d'être, le Dasein est dans une relation d'éloignement qui aiguille, toujours là et déjà au monde. Mais Heidegger n'exploite pas cette voie dans la suite de son œuvre. Sphères peut être lu comme un déploiement possible de cette réflexion sur le lieu existentiel.

### Chapitre V: L'accompagnateur originel
Ce chapitre est sous-titré : Requiem pour un organe rejeté.
De la vulve, on remonte d'un cran encore vers une plus originaire sphère intime, celle que constitue le fœtus avec le placenta et le cordon ombilical. C'est d'abord sous la conduite de Bela Grunberger que débute cette investigation avec sa théorie de la monade mère-enfant (fœtus-placenta). Puis Sloterdijk propose une analyse de cet organe (le placenta) en le nommant l'Autre qui fait unité avec l'Aussi (le fœtus) afin de mettre en lumière d'abord l'unité indistincte plutôt que la distinction des substances. L'Avec est décrit comme l'organe-pour-lui dont le destin est pourtant de disparaître, d'être oublié à la naissance, du moins dans l'Occident moderne. Cette unité primordiale est illustrée avec deux textes d'Hildegard de Bingen et deux tableaux de René Magritte.
La médecine moderne a cependant commencé à considérer le placenta comme un déchet alors que la plupart des traditions l'envisageaient comme un double à conserver précieusement. D'où une réflexion finale sur le nombril comme signe d'une "castration originelle" (Françoise Dolto), d'une séparation qui, si elle est réussie, permet l'accès de l'individu à la culture par le langage.

### Digression V: La plantation noire
Cette digression est sous-titrée : Notes sur les arbres de vie et les machines d'animation.
Il s'agit d'une réflexion sur la mythologie des arbres de vie comme signes du dilemme placentophanique des sociétés traditionnelles : ne pas naturaliser, "organiciser" le placenta mais ne pas non plus le faire disparaître. Ce dilemme apparaît dans les religions babyloniennes, esséniennes, dans le symbole de la croix chrétienne, de l'orme de Puységur, du baquet de Mesmer.

### Chapitre VI: Le séparateur de l'espace spirituel
Ce chapitre est sous-titré : Anges - Jumeaux - Doubles.
Il s'agit ici de ce qui arrive au jumeau placentaire après la naissance, après la séparation. Il continue à exister mais sous une forme autre, chez les Romains comme génie individuel que l'on commémore le jour de l'anniversaire de la personne. D'autres esprits protecteurs sont évoqués : "ka" (Egypte), "ilu" (Mésopotamie), "daïmon" (Socrate). Ces esprits, dans la religion chrétienne, a pris la forme de l’ange personnalisé envisagé comme un jumeau (histoire d'Antoine, de Mani). Le génie, le jumeau, l'ange, l'âme extérieure sont donc des figurations du double placentaire. L'alter ego a pour double fonction (comme le placenta) de filtrer les impulsions venues de l'extérieur et de permettre l'ouverture vers l'extérieur. L'échec de ces deux fonctions conduit soit à l'autisme, soit à l'angoisse de l'extérieur. Le chapitre se termine par une réflexion sur les siamois du nombril qui représentent la non-séparation, l'impossibilité d'avoir une espace libre à remplir là où était le jumeau placentaire (cf. Nabokov, Scènes de la vie d'un monstre double, Musil, L'homme sans qualité).

### Digression VI: La tristesse des sphères
Cette digression est sous-titrée : De la perte du nobjet et de la difficulté de dire ce qui manque.
Cette digression est une objection au texte "Deuil et mélancolie" (1916) de Freud où ce dernier distingue les deux phénomènes alors que Sloterdijk lit la mélancolie comme le deuil chronique du génie perdu. Il critique également la tendance réifiante de la psychanalyse dans sa caractérisation distinctive du moi et de l'objet psychologique alors que, pendant longtemps - avant la naissance - il n'y a qu'un nobjet et un nego.

### Digression VII: De la différence entre un idiot et un ange
Cette digression met en évidence le passage, avec Dostoïevski et Nietzsche, du génie comme ange au génie comme idiot, c'est-à-dire du génie envisagé comme une simple créature humaine, sans dimension contraignante mais comme condition de possibilité d'une authentique rencontre, d'une véritable proximité, comme ange sans message.

### Chapitre VII: Le stade des sirènes
Ce chapitre est sous-titré : De la première alliance ionosphérique.
Ce chapitre s'intéresse à la relation primordiale entre la mère et le fœtus sous l'angle de la communication acoustique. C'est d'abord l'épisode des sirènes dans L'Odyssée d'Homère qui est relu pour mettre en évidence que le pouvoir d'attraction des sirènes, c'est le fait qu'elles disent ce que le visiteur désire le plus entendre. De là, la réflexion s'appuie sur les travaux de Tomatis en psychologie acoustique de la période intra-utérine pour mettre en lumière que la première bulle d'intimité est celle qui allie l'écoute active du fœtus et l'invitation bienveillante de la mère, bulle qui devient alors la condition de toute vie sociale future.

### Digression VIII: Vérités d'analphabètes
Cette digression est sous-titrée : Note sur le fondamentalisme oral.
Sloterdijk s'intéresse ici à un autre modèle de vérité, où cette dernière est conçue non plus comme adéquation de l'esprit ou du mot à la chose, mais comme adéquation du contenant et du contenu, de celui qui ingère et de celui qui est ingéré (peut-être l'hostie). Le paradigme de ce modèle alternatif est la relation mère-fœtus durant la grossesse que la pop music et les love parades cherchent à réitérer dans la culture moderne de masse.

### Digression IX: Le point à partir duquel Lacan se trompe
Sloterdijk fait ici une critique sévère de la théorie du stade du miroir dans la constitution du Moi, proposée par Lacan, selon laquelle le reflet dans le miroir est la première perception unifiée du nourrisson qui se perçoit d'abord comme fragmenté. Selon Sloterdijk, la perception première est auditive, tactile, émotionnelle, c'est elle qui fonde l'unité de l'être. La théorie de Lacan est une parodie de la théorie gnostique de la libération par la connaissance de soi et découle sans doute de son auto-analyse.

### Chapitre VIII: Plus proche de moi que moi-même
Ce chapitre est intitulé : École théologique préparatoire sur la théorie de l'intérieur commun.
Au début de ce chapitre, Sloterdijk fait une récapitulation de son investigation dans les sept premiers chapitres : "Dans le passage par certains plis et méandres des microcosmes de cette intériorité imbriquée qui forme l'être humain, nous avons jusqu'ici distingué sept strates d'une réponse à cette question. Nous sommes dans une microsphère à chaque fois que :
- premièrement, nous nous trouvons dans l'espace intercordial ;
- deuxièmement, dans la sphère interfaciale ;
- troisièmement, dans le champ des forces liantes "magiques" et des effets de proximité hypnotiques ;
- quatrièmement, dans l'immanence, c'est-à-dire dans l'espace intérieur de la mère absolue et de ses métaphorisations postnatales ;
- cinquièmement, dans la co-dyade ou dans le doublement placentaire et ses constitutions ultérieures ;
- sixièmement, sous la tutelle de l'accompagnateur inséparable et de ses métamorphoses ;
- septièmement, dans l'espace de la résonance de la voix maternelle qui souhaite la bienvenue et de ses constitutions ultérieures, messianiques, évangéliques et co-musicales." (p. 588-589)
Dans ce chapitre, Sloterdijk mobilise la réflexion théologique de l'Antiquité tardive (les Pères de l'Eglise) et du Moyen Âge sur l'union à Dieu et sur la Trinité pour éclairer la problématique de l'être-dans comme unité paradoxale du multiple. Dans un premier temps, c'est la pensée mystique qui est explorée, d'abord dans Les Confessions d'Augustin, puis dans Le Miroir des âmes simples et anéanties de Marguerite Porete (XIIIe siècle), pour finir avec la réflexion de Nicolas de Cuse (XVe siècle), principalement à partir de la parabole de la peinture dans son ouvrage De la vision de Dieu, ou de l'image. Dans un deuxième temps, c'est la spéculation sur la Trinité et sur les relations entre les trois Personnes unes qui est investiguée, d'abord chez Denys l'Aréopage, avec la parabole de la lampe dans Des noms divins, , puis avec Jean de Damas (VIIe – VIIIe siècles) qui met en lumière le concept de périchorèse comme description de la relation entre les trois Personnes divines comme constitutive du lieu absolue de la Trinité.

### Digression X: Matris in gremio
Cette digression est sous-titrée : Un caprice mariologique.
Cette digression s'intéresse à la nourriture des fœtus dans la pensée théologique médiévale. Selon elle, le fœtus se nourrit de sang menstruel (Innocent III). Se pose alors la question de la nourriture du Christ dans le ventre de Marie : le sang de cette dernière doit donc être plus pur que celui des autres femmes (selon Thomas d'Aquin) et elle devient alors la matrice de Dieu, d'où l'impossibilité d'enterrer le corps de Marie ailleurs que dans le sein du Christ, au sein de la relation essentielle.

### Transition: De l'immanence extatique
Sloterdijk termine son livre en montrant, à partir de Être et temps de Heidegger comment les relations fortes décrites par la théologie mystique et la spéculation sur la Trinité se sont, avec la modernité, dégradées - mais n'ont pas disparu - vers les formes indéterminées du On tournées vers l'extériorité, donc vers le monstrueux. D'où la question : Où sommes-nous lorsque nous habitons dans le monstrueux ? (dernière phrase de Bulles)

## Sphères II - Globes, macrosphérologie

### Prologue: Idylle intensive
Sloterdijk analyse La mosaïque des philosophes, datant du Ier siècle av. J.-C. et découverte à Torre Annuziata. Elle met en scène sept philosophes (dont un Thalès platonisé) qui regardent avec enthousiasme un globe posé à leurs pieds dans une boîte alors que derrière eux se trouve un cadran solaire. Le tout dans une campagne d'où l'on voit une ville voisine (qui pourrait être Athènes ou Acrocorinthe). Il s'agit, selon Sloterdijk, de l'enthousiasme face à la découverte de la sphère comme forme de l'être et du tout, hors du temps, d'où l'éloge de leurs sept qualités : le plus ancien, le plus beau, le plus grand, le plus sage, le plus rapide, le plus fort, sans commencement et sans fin (avec cette dernière qualité on passe d'une onto-théologie affirmative à une onto-théologie négative).

### Introduction: Géométrie dans le monstrueux
Cette introduction est sous-titrée : Le projet de la globalisation métaphysique.
Sloterkijk esquisse en quatre étapes le processus de globalisation métaphysique - de la mise en sphère du cosmos - dans l'histoire occidentale.
1. La figure d'Atlas, figure mythique, qui porte le monde sur ses épaules et qui se trouve en situation d'extériorité par rapport à la boule qu'il porte. Dans le monde romain, cette figure prendra une dimension politique, avec la sculpture L'Atlas Farnèse (Ier siècle apr. J.-C.)
2. La pensée de Parménide qui fait de la sphère la représentation du Tout fini dans lequel se trouve l'observateur.
3. La figure de saint Christophe qui porte sur ses épaules le Christ enfant, donc qui porte sur ses épaules le fini et l'infini, le monde et Dieu.
4. L'irruption de l'infini dans la boule finie et la redéfinition de Dieu comme "sphère dont le centre est partout et la circonférence nulle part) dans la tradition mystique, ce qui aboutira au monde moderne où l'univers n'est plus structuré autour d'un centre unique mais où chaque élément du monde devient son propre centre, d'où l'image de l'écume comme multiplicité de boules minuscules.

### Accès: Climat anthropique
Cet accès - à la réflexion qui va suivre - se termine par la question suivante : pourquoi continue-t-il à exister de grandes sphères plutôt que pas de sphères du tout ? Cette question - qui va guider toute la réflexion à venir - réagit au constat que les individus - envisagés comme des sphères - tendent à se protéger de l'extérieur en y résistant et en s'élargissant pour devenir des sociétés ou des cultures. Cette tension intégrante vers l'extérieur est articulée à l'importance de l'atmosphère, au climat dans les relations aux autres comme condition du bien vivre.

### Chapitre I: Lever de la proximité à distance
Ce chapitre est sous-titré : L'espace thanatologique, la paranoïa, la paix du royaume.
Sloterdijk interroge, dans ce chapitre, la mort comme condition d'extension des cultures. C'est en effet la mort du plus proche qu'il s'agit de surmonter en la plaçant à distance de soi (ou du groupe) mais également dans une certaine proximité. C'est le rôle des rites - rappeler la mort originelle - et des mythes - justifier la mort et la création de cultures par dépassement de la mort. Sloterdijk étudie ensuite trois mises en forme de cet élargissement des sphères culturelles par dépassement de la mort: 
1. La mort de l'ami (Enkidou) dans L'Epopée de Gilgamesh : le héros est éveillé à sa propre mortalité par la mort de l'alter ego et il traversera les frontières du confins du monde pour se voir rappeler l'impossible accès à l'immortalité.
2. La mort de l'ami dans les Confessions de saint Augustin : la mort de l'ami est réintégrée dans le cadre plus large du projet divin.
3. La théorie du bouc émissaire de René Girard : le sacrifice de la victime est la condition de rétablissement de l'ordre dans la communauté. Cependant le cycle de vengeance est interrompu, ou tente de l'être, dans les grandes civilisations par le biais d'une éthique de la modération.

### Chapitre II: Souvenirs de contenants
Ce chapitre est sous-titre : Du fondement de la solidarité dans la forme incluse.
Le point de départ est la constat quasi universel de la force des relations sphériques de proximité en vue de l'autoprotection, ce qui amène à l'érection de murs - symboliques ou réels, mais toujours mouvants - pour distinguer ce qui est dedans - protégé - et ce qui est dehors - dangereux. Dans les grandes formations culturels (comme Rome), ces relations de proximité s'incarnent dans des entités architecturales dont la principale et la plus élémentaire est la maison. Selon Vitruve, la maison est une fixation concrète du regroupement de la communauté autour du feu où l'on se chauffe et où l'on parle. L'empire roman élaborera cette origine singulière de la maison et du feu dans une dimension politique. 

### Chapitre III: Arches, murs de la ville, frontières du monde, systèmes immunitaires
Ce chapitre est sous-titré : Sur l'ontologie de l'espace emmuré.
Sloterdijk explore deux formes "permettant à l'homme d'être chez soi" : 
1. L'arche, dont celle de Noé est le prototype, est "la maison autonome, absolue, sans contexte", et ses différentes variations (Tonkin, Moïse, Abraham, Christ). Cela pose la question des critères de sélection de ceux qui sont sauvés et ceux qui ne le sont pas.
2. La ville comme "arche qui a atterri". Sloterdijk invite à une phénoménologie de la vie comme étrangeté pour ceux qui y sont confrontés pour la première fois, à savoir le paradoxe de la visibilité comme condition de la sécurité. Il opère alors une analyse des premières grandes villes antiques, en particulier en Mésopotamie (Uruk, Ninive, Babylone). Trois voies de réflexion permettent de circonscrire ce paradoxe: 1/ La ville devient la manifestation du dieu à travers le roi et l'architecture. 2/ Le monumentalisme des villes comme devoir des maîtres d'oeuvre, pour eux-mêmes et le dieu, d'"élever le sublime par leurs propres moyens". 3/ Le lien entre le génie urbain du lieu avec le génie des âmes individuelles.

### Digression 1: Mourir plus tard dans l'amphithéâtre
Cette digression est sous-titrée : De l'ajournement, à la romaine.
Sloterdijk s'intéresse, dans cette digression, à la forme ronde de l'arène romaine où les gladiateurs s'affrontent à mort dans les jeux offerts en spectacle. Il s'agit d'une mise en spectacle de la conscience de la mort comme distinction entre ceux qui meurent maintenant (les vaincus) et ceux qui mourront plus tard (les vainqueurs), comme sélection naturelle. Le christianisme s'opposera à cette conception fataliste selon laquelle celui qui meurt d'abord est le perdant: il peut être vainqueur en Dieu. 

### Digression 2: Merdocratie
Cette digression est sous-titrée: Du paradoxe immunitaire des cultures sédentaires.
Sloterdijk réfléchit, dans cette digression, au problème posé aux sociétés sédentarisées par la gestion de leurs excréments qui deviennent alors une partie de leur définition olfactive, donc culturelle, puisque l'odeur nauséabonde ne peut se cacher malgré le lieu secret, elle a une sorte d'aura olfactive. Dès le XVIIIe siècle, il faudra donc désodoriser, rendre l'espace olfactivement neutre. Ce sont les mass-media qui prendront le relais, symboliquement, sous la forme de la rumeur, de l'auto-empestement. 

### Chapitre IV: La preuve ontologique de la boule
Ce chapitre explicite le passage, en Grèce ancienne, au IVe siècle av. J.-C., de la ville au cosmos, de l'habitat dans la ville à l'habitat dans l'être. La sécurité ne vient plus des murs de la ville mais de la clôture circulaire du cosmos envisagé comme une boule. Platon propose alors, dans Les Lois, la première preuve ontologique de la boule où il affirme qu'il n'y a pas d'extérieur à la boule, au cosmos, et que les athées ne doivent pas avoir droit à la parole dans la cité car la stabilité, la solidarité au sein de celle-ci se fonde sur l'existence des dieux. Aristote, quant à lui, prouve la rotondité du cosmos en promouvant un cinquième élément, l'éther, cause du mouvement circulaire du monde supralunaire (le ciel des étoiles fixes). Mais l'un et l'autre n'échappent pas aux paradoxes de leur vision du monde : si les athées sont exclus de la cité et de l'être, c'est qu'il y a un extérieur (Platon)? Si l'éther périphérique est divin, comment sauver l'homme qui se trouve dans le centre dégradé de la Terre dont le sous-sol est infernal? (Aristote).
- Digression 3 : Autocoprophagie, À propos du recyclage platonicien
- Digression 4 : Panthéon, Contribution à la théorie des coupoles

### V Deus sive sphaera
- Le Tout-un en explosion
- Digression 5 : À propos du sens de la phrase non-énoncée : La boule est morte

### VI Antisphères
- Exploration dans l'espace infernal
- Remarque incidente : De la dépression comme crise de l'extension

### VII Comment, par le média pur, le centre de la sphère agit à distance
- Contribution à une métaphysique de la communication
- Digression 6 : Le découronnement de l'Europe, Anecdote sur la tiare
- Transition : Air-Conditionning

## Suite
- Le palais de cristal (2005)

## Éditions

### Original allemand
- Sphären I - Blasen, Francfort-sur-le-Main, Suhrkamp, 1998.  (ISBN 3-5184-1022-9)
- Sphären II - Globen, Francfort-sur-le-Main, Suhrkamp, 1999.  (ISBN 3-5184-1054-7)
- Sphären III - Schäume, Francfort-sur-le-Main, Suhrkamp, 2004.  (ISBN 3-5184-1465-8)

### Traduction française
- Sphères I. Bulles. Microsphérologie, traduit de l'allemand par Olivier Mannoni, Paris, Pauvert, 2002.  (ISBN 2-7202-1460-4)
- Sphères II. Globes, traduit de l'allemand par Olivier Mannoni, Paris, M. Sell, 2010.  (ISBN 2-3558-0012-X)
- Sphères III. Écumes. Sphérologie plurielle, traduit de l'allemand par Olivier Mannoni, Paris, M. Sell, 2005.  (ISBN 2-35004-008-9)